# Viktualienmarkt

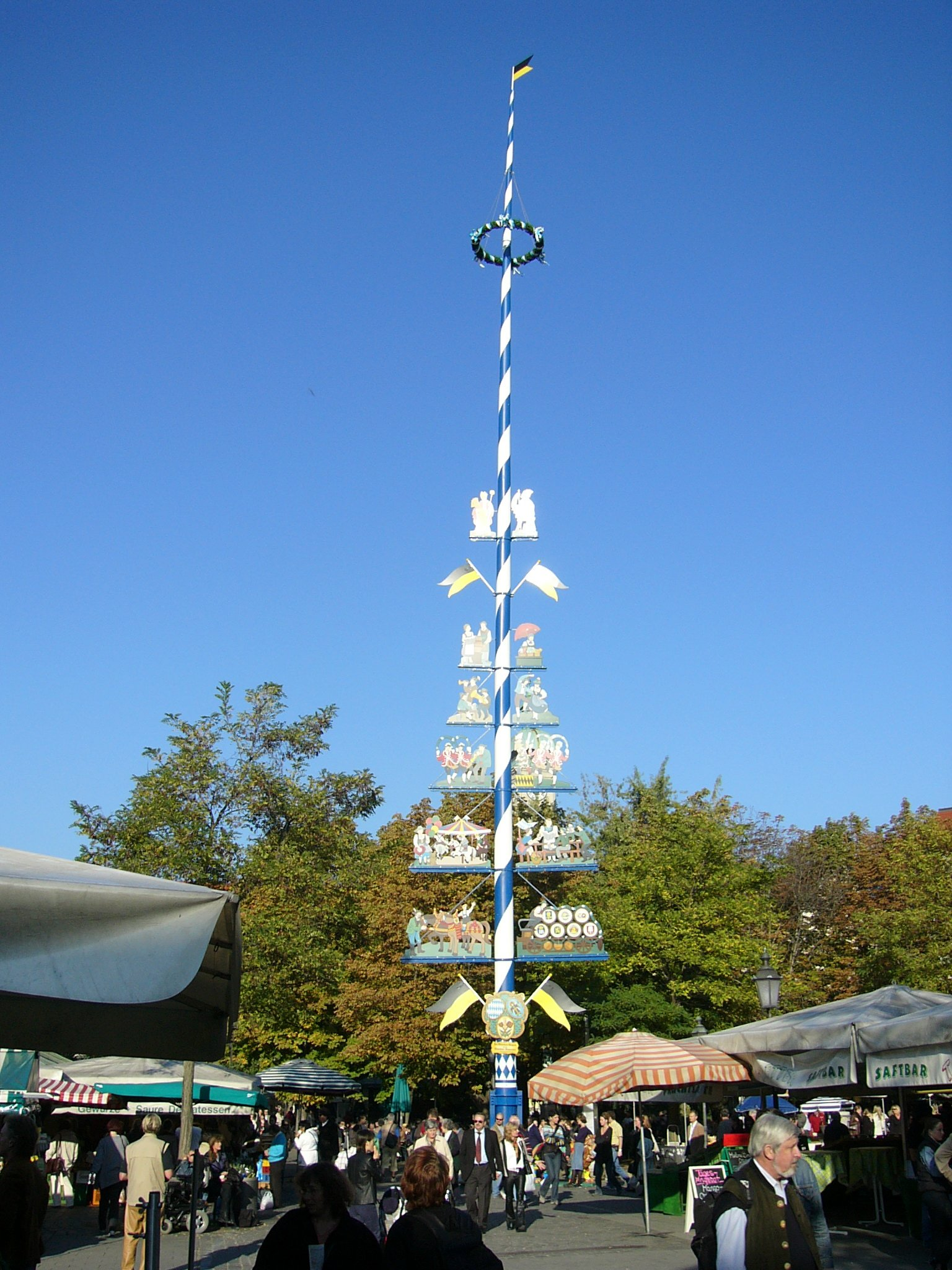
Le « Maibaum » du Viktualienmarkt de Munich

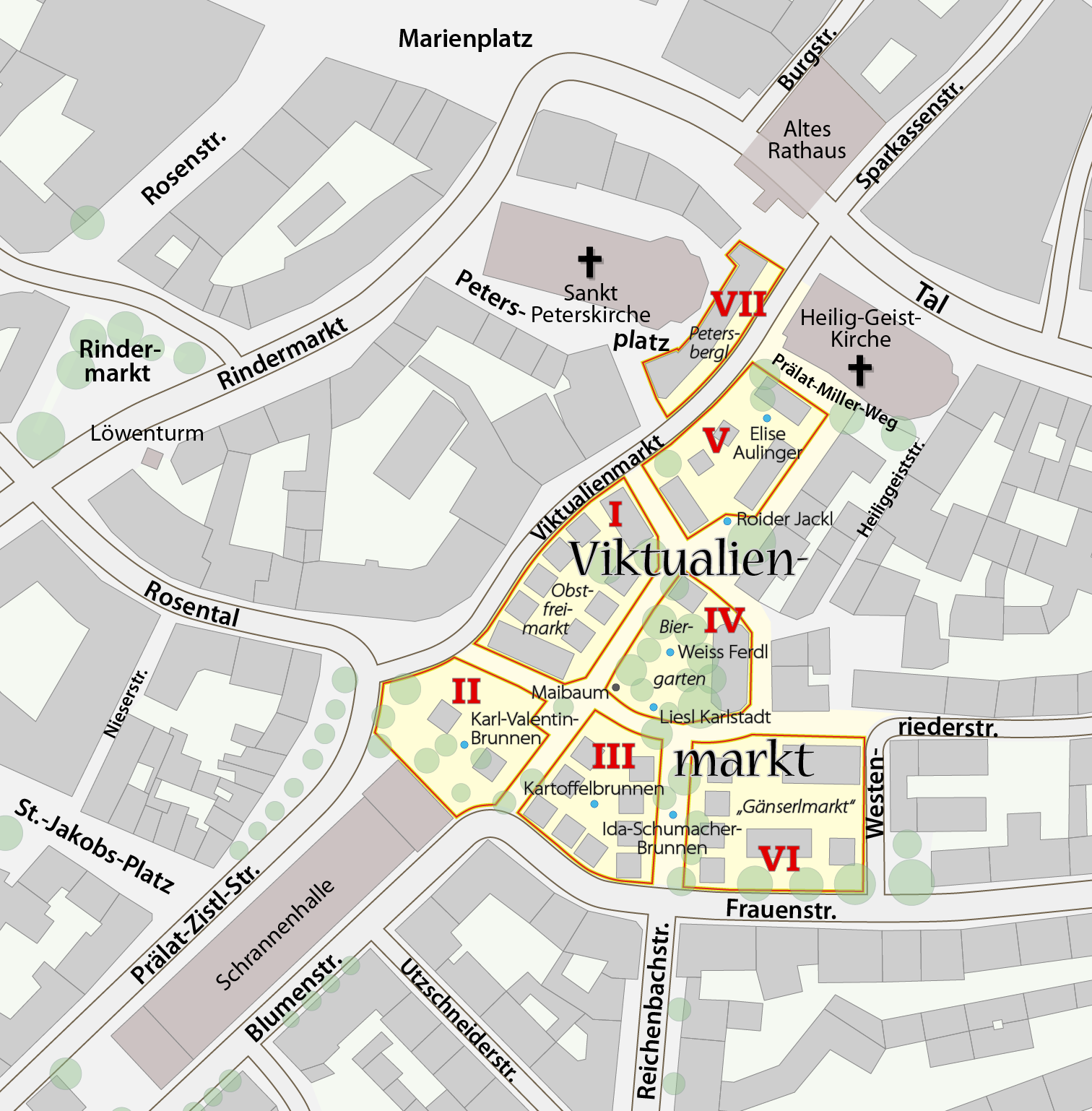
Plan du Viktualienmarkt

Le Viktualienmarkt est un marché alimentaire journalier et une place au centre de Munich (Bavière), en Allemagne.
Le Viktualienmarkt s'est développé à partir d'un marché pour les agriculteurs et est devenu un marché populaire pour les gourmets. Le choix, la variété et l'exclusivité des produits proposés contribuent au style spécial du marché. Sur une superficie de 22 000 m2, 140 étals et boutiques offrent des fleurs, des fruits exotiques, gibiers, volailles, épices, fromages, poissons, jus, etc. Nulle part ailleurs, à Munich, on ne peut trouver une plus grande variété d'aliments frais et des friandises.
La plupart des étals et boutiques sont en principe ouverts pendant les heures officielles d'ouverture (du lundi au samedi, de 8 h à 20 h), mais le Biergarten n'ouvre pas avant 9 h et de nombreux étals ferment à 18 h. Il y a des heures d'ouverture spéciales pour les fleuristes, les boulangeries et les restaurants.

## Histoire

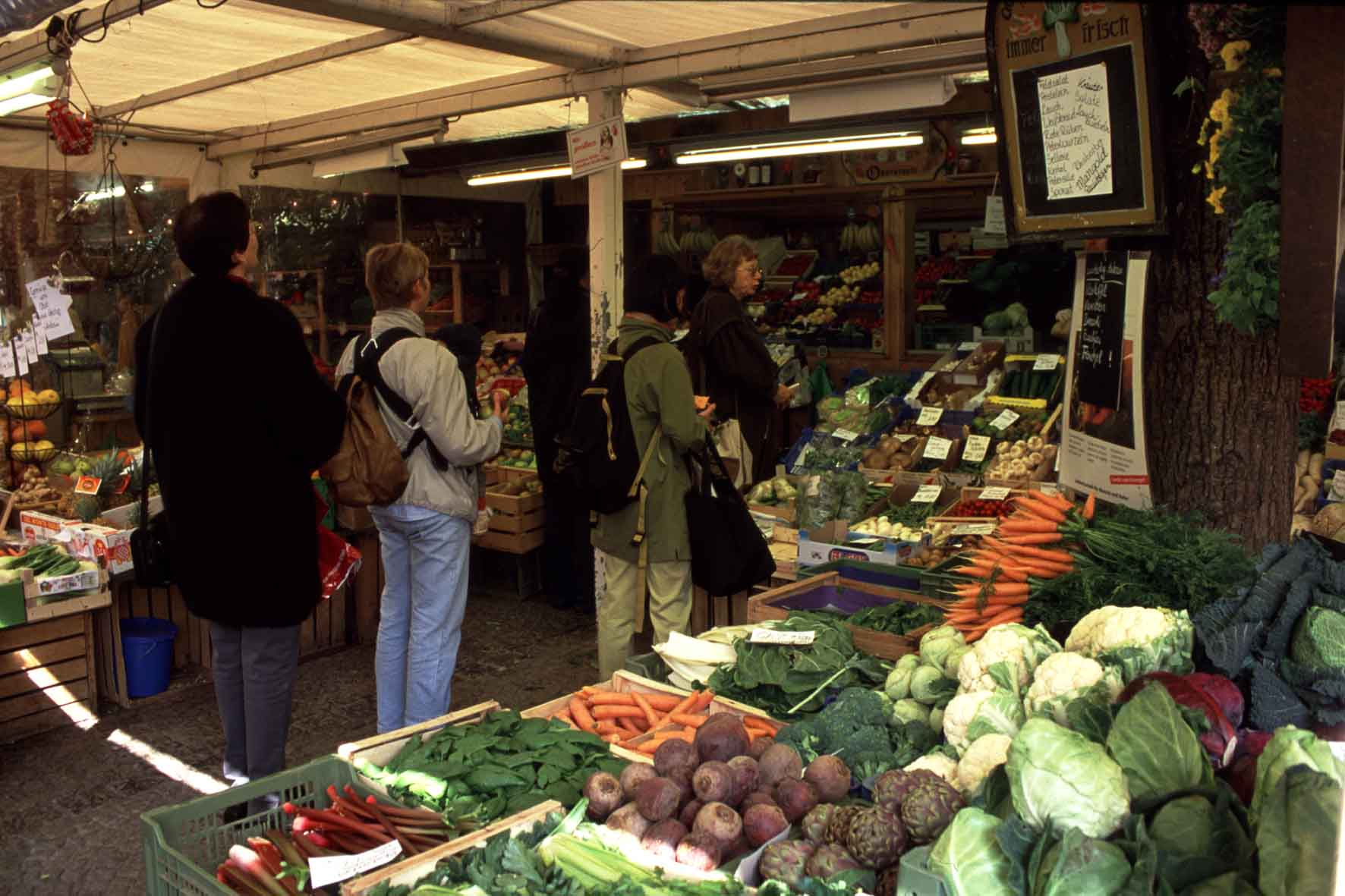
Stand de la Großmarkthalle

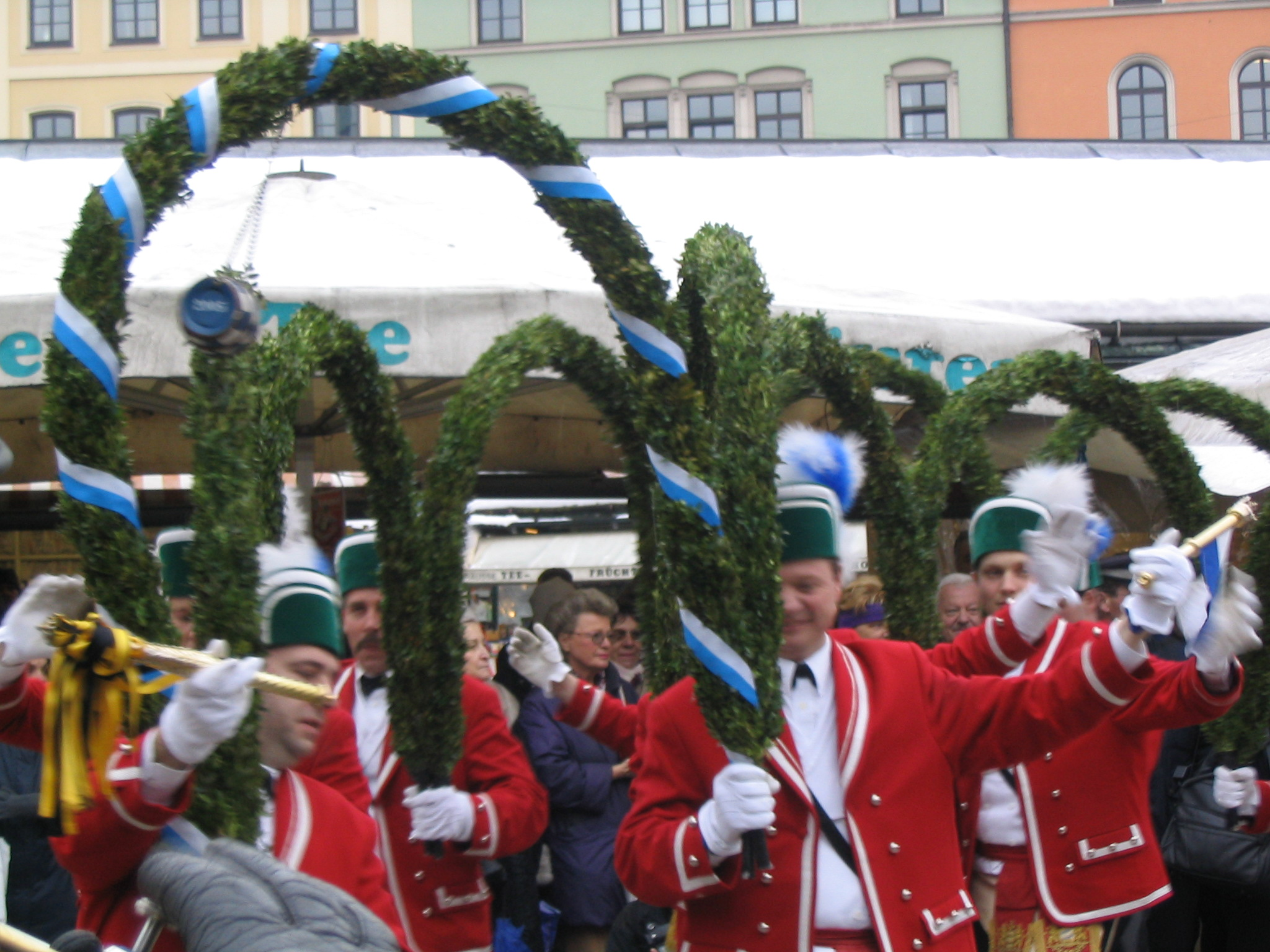
Danse traditionnelle des tonneliers, le Jeudi Gras

Lorsque la Marienplatz d'aujourd'hui (l'ancienne Schrannenplatz) devint trop petite pour accueillir le marché aux céréales et autres produits agricoles, le Viktualienmarkt fut choisi pour la remplacer, à son emplacement actuel, par un décret du roi Maximilien Ier, le 2 mai 1807. Le roi ordonnait que les parties du marché situées entre l'église du Saint-Esprit et la Frauenstraße devaient être relogées. À cette fin, il fit démolir les bâtiments de l'hospice de bienfaisance du Saint-Esprit qui était propriété de la ville.
Ainsi, le «  marché vert  » avait sa place propre, appelée «  place de marché  » pour quelque temps. C'est seulement plus tard qu'on utilisa le terme «  Viktualien  » (vivres), mot latin pour désigner la nourriture. De 1823 à 1829, le marché central avait déjà dû être étendu. En 1885, l'ancienne infirmerie du saint-Esprit a été démolie et l'église du Saint-Esprit agrandie vers l'ouest. En 1852, on construisit la Schrannenhalle (la Großmarkthalle d'aujourd'hui)à proximité des murailles de la ville ancienne au bout de la Blumenstraße. La halle a brûlé en 1932 et a été rouverte en 2005. En 1855, le marché aux poissons a été déplacé à Westenriederstraße. Au cours du temps, de nombreux ajouts ont été apportés au marché, comme un stand de boucherie, un stand de tripes, des pavillons pour les boulangeries, marchands de fruits et un stand de poisson. On créa ensuite les boucheries, au pied de la colline du Petersbergl (« La colline de Saint-Pierre », sur le site de l'église Saint-Pierre), et plus loin, les stands pour les volailles et le gibier et celui des fleuristes.
Au cours de la Seconde Guerre mondiale, cette place à l'ambiance chaleureuse a été gravement endommagée. On parlait même de fermer le marché, afin d'ériger des immeubles de plusieurs étages. Au lieu de cela, les autorités municipales revitalisèrent le Viktualienmarkt et le décorèrent de nombreuses fontaines, en l'honneur des chanteurs et comédiens Karl Valentin (statue d'Ernst Andreas Rauch 1953), Weiß Ferdl (Josef Erber 1953), Liesl Karlstadt (Hans Osel 1961), Ida Schumacher (Marlene Neubauer-Woerner), Elise Aulinger (Anton Rückel) et Roider Jackl (Hans Osel 1977).

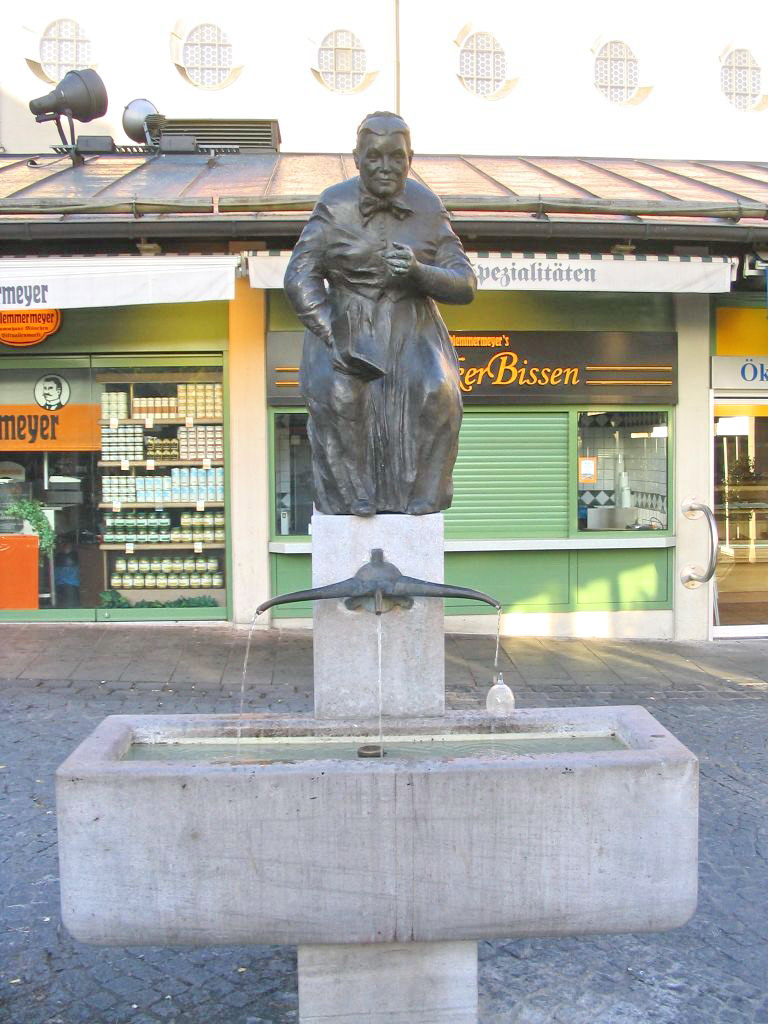
Elise Aulinger
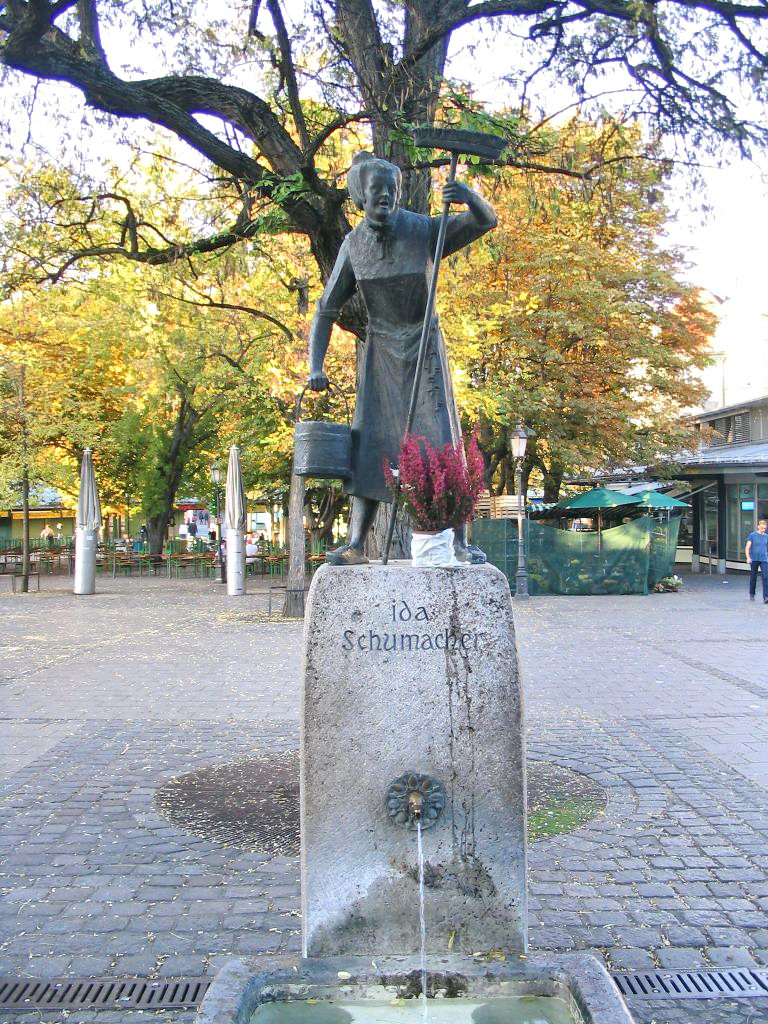
Ida Schumacher
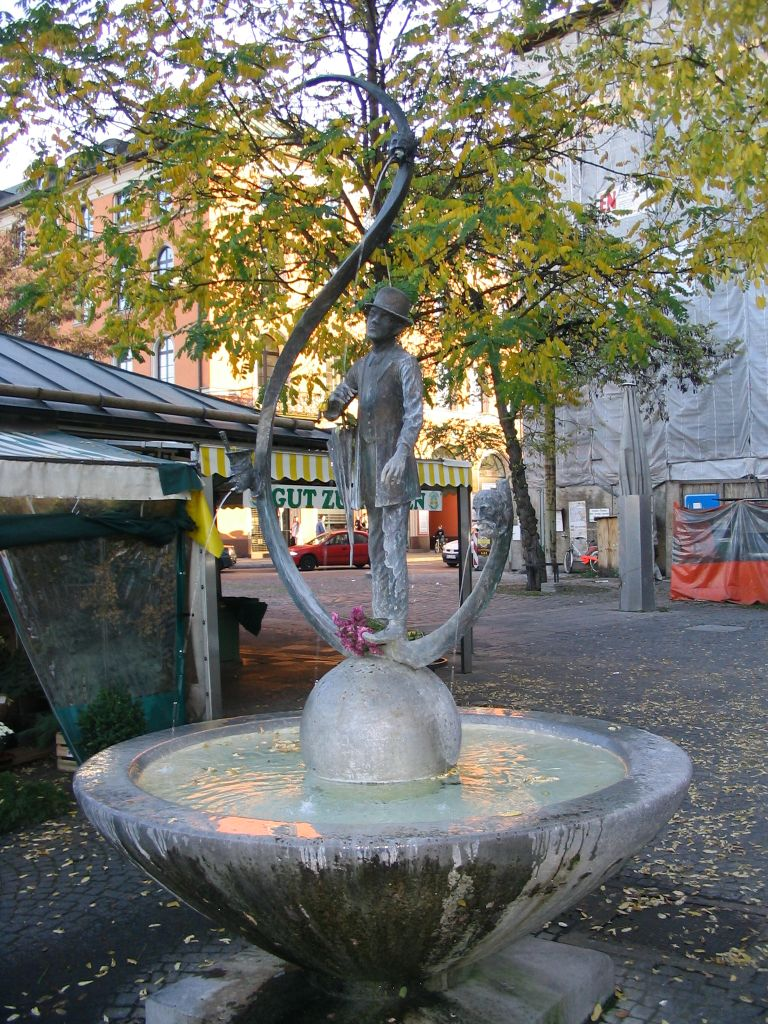
Karl Valentin
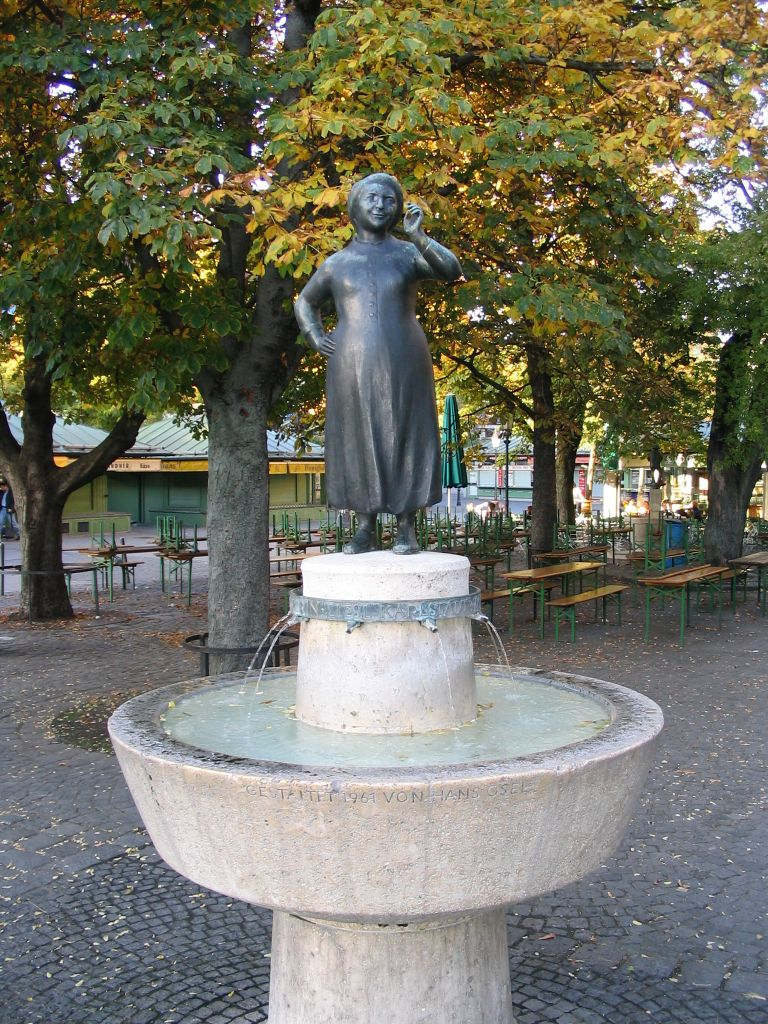
Liesl Karlstadt
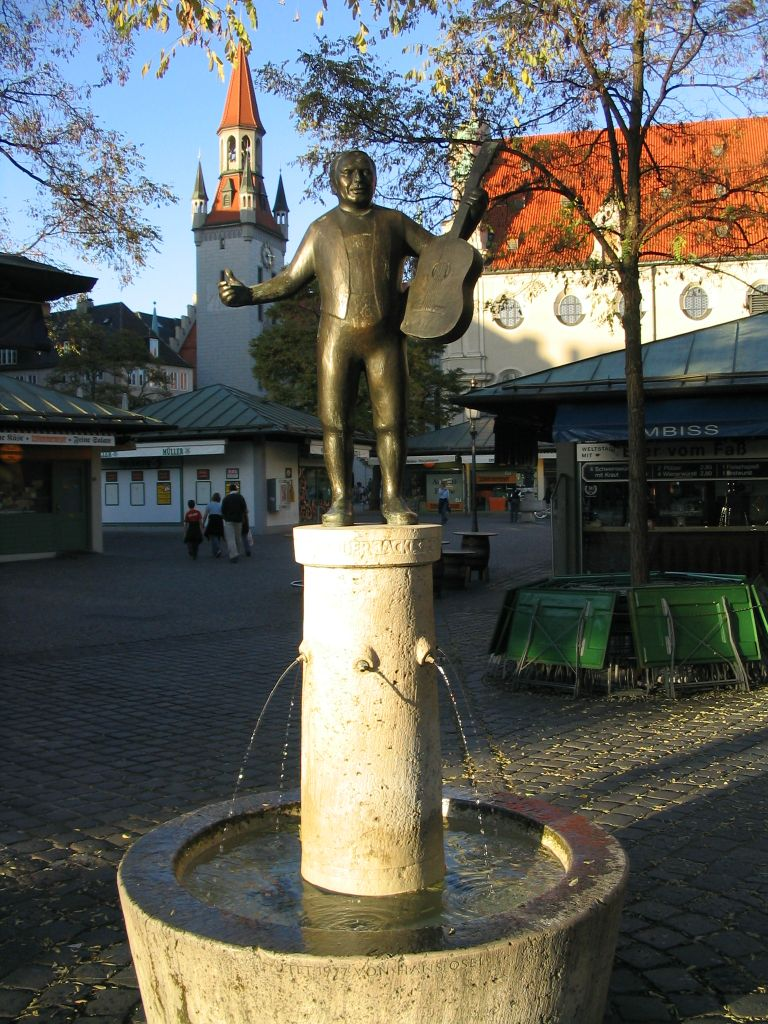
Roider Jackl
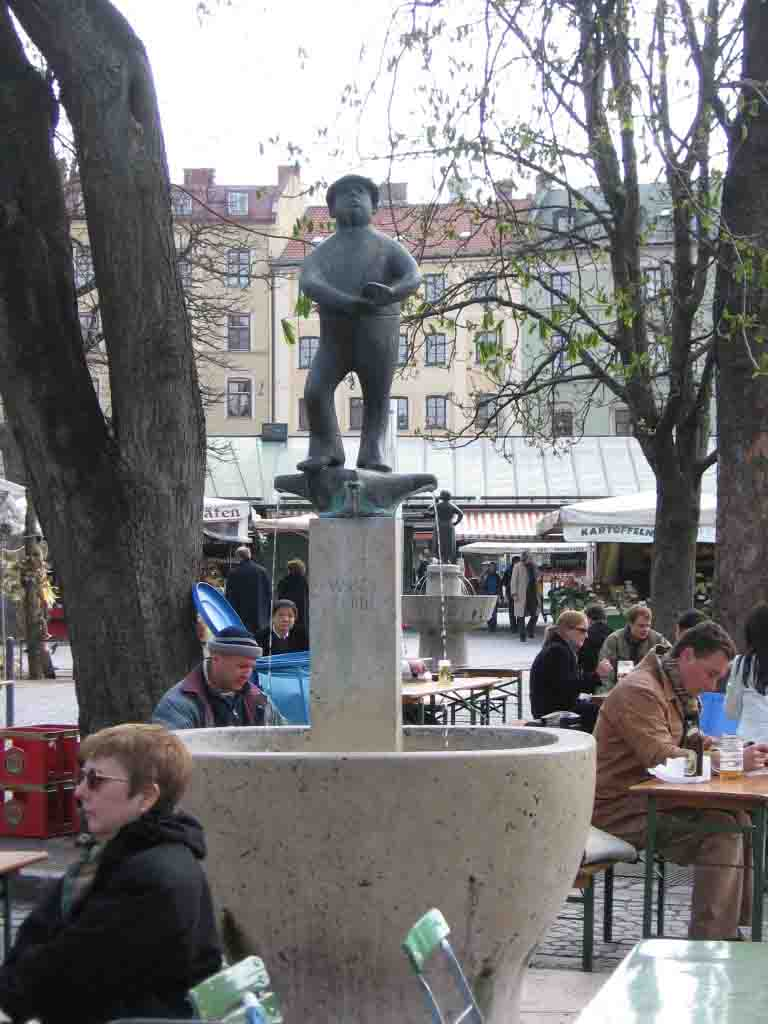
Weiß Ferdl

## Évènements
Le marché accueille également un certain nombre de manifestations traditionnelles et folkloriques, comme la pesée des célébrités, la journée des brasseurs, le jour des jardiniers, l'ouverture de la saison des asperges, le festival d'été, la danse des femmes du marché le mardi gras, etc. Le Viktualienmarkt, zone piétonne depuis le 6 novembre 1975 est aussi un point de rencontre et un endroit pour se détendre.

## Administration
Le Viktualienmarkt est géré par la société munichoise du marché de gros, le Großmarkthalle München. Il s'agit d'une société qui gère également, en collaboration avec le Viktualienmarkt, l'Elisabethmarkt, le Pasing Viktualienmarkt, le Wiener Markt et les marchés hebdomadaires à Munich.